# 孝岗镇
孝岗镇，是中华人民共和国江西省抚州市东乡区下辖的一个乡镇级行政单位。

## 行政区划
孝岗镇下辖以下地区：
大富社区、西坪村、张坊村、瑶上村、南边村、何坊村、坪里村、长林村、红岭村、河山村、新建村和祝家源村。

## 重大事故
- 2010年沪昆铁路列车脱轨事故。亡19人，伤71人

## 交通
- 沪昆铁路：东乡站